# عبد العزيز العليان
عبد العزيز العليان (مواليد 11 مايو 1987) هو لاعب كرة قدم سعودي .
لعب سابقاً في نادي النجوم و انظم إلى نادي الحجاز عام 2016 .

## وصلات خارجية
- عبد العزيز العليان